# Кураксин, Дмитрий Алексеевич
Дмитрий Алексеевич Кураксин (род. 26 апреля 1964) — советский и российский футболист, полузащитник, судья.
На профессиональном уровне выступал во второй лиге СССР и России за клубы «Заря» Калуга (1990) и «Гатчина» (1993). В 1992 году сначала был заявлен за команду высшей российской лиги «Зенит» СПб, затем в чемпионате Казахстана провёл одну игру за «Целинник» Акмола.
В первенстве КФК играл за петербургский «СКА-Турбостроитель» (1991, 1992). В чемпионате Ростовской области играл за команды из хутора Лихого «ЛШУ» (2000—2001) и «Шахтёр» (2002).
Окончил МГАФК (2002).
В 1997—2009 — футбольный судья.